# RFL Championship 1979-80
El Championship de 1979-80 fue la 85.º edición del torneo de rugby league más importante de Inglaterra.

## Formato
Los equipos se enfrentaron en formato de todos contra todos en condición de local y de visitante, el equipo que terminó en la primera posición al finalizar el torneo se coronó campeón, mientras que los últimos cuatro equipos descendieron.
Se otorgaron 2 puntos por cada victoria, 1 por el empate y 0 por la derrota.

## Desarrollo

### Tabla de posiciones
| Pos. | Equipo               | Encuentros | Encuentros | Encuentros | Encuentros | Tantos | Tantos | Puntos |
| Pos. | Equipo               | PJ         | PG         | PE         | PP         | F      | C      | Puntos |
| ---- | -------------------- | ---------- | ---------- | ---------- | ---------- | ------ | ------ | ------ |
| 1    | Bradford Northern    | 30         | 23         | 0          | 7          | 448    | 272    | 46     |
| 2    | Widnes Vikings       | 30         | 22         | 1          | 7          | 546    | 293    | 45     |
| 3    | Hull FC              | 30         | 18         | 3          | 9          | 454    | 326    | 39     |
| 4    | Salford Red Devils   | 30         | 19         | 1          | 10         | 495    | 374    | 39     |
| 5    | Leeds Rhinos         | 30         | 19         | 0          | 11         | 590    | 390    | 38     |
| 6    | Leigh Centurions     | 30         | 16         | 1          | 13         | 451    | 354    | 33     |
| 7    | Hull Kingston Rovers | 30         | 16         | 1          | 13         | 539    | 445    | 33     |
| 8    | St Helens RFC        | 30         | 15         | 2          | 13         | 505    | 410    | 32     |
| 9    | Warrington Wolves    | 30         | 15         | 2          | 13         | 362    | 357    | 32     |
| 10   | Wakefield Trinity    | 30         | 14         | 2          | 14         | 362    | 357    | 30     |
| 11   | Castleford Tigers    | 30         | 13         | 2          | 15         | 466    | 475    | 28     |
| 12   | Workington Town      | 30         | 12         | 2          | 16         | 348    | 483    | 26     |
| 13   | Wigan Warriors       | 30         | 9          | 3          | 18         | 366    | 523    | 21     |
| 14   | Hunslet RLFC         | 30         | 7          | 1          | 22         | 346    | 528    | 15     |
| 15   | York FC              | 30         | 6          | 1          | 23         | 375    | 647    | 13     |
| 16   | Blackpool Borough    | 30         | 5          | 0          | 25         | 230    | 613    | 10     |

|  | Campeón.                      |
|  | Desciende a segunda división. |

| Bandera de Inglaterra     |
| Campeón Bradford Northern |
| Primer título             |